# Gare d'Ichikawa-Daimon
La gare d'Ichikawa-Daimon (市川大門駅, Ichikawa-Daimon-eki) est une gare ferroviaire du bourg d'Ichikawamisato, dans la préfecture de Yamanashi au Japon. La gare est exploitée par la compagnie JR Central.

## Situation ferroviaire
La gare d'Ichikawa-Daimon est située au point kilométrique (PK) 69,8 de la ligne Minobu.

## Histoire
La gare d'Ichikawa-Daimon a été inaugurée le 17 décembre 1927.

## Service des voyageurs

### Accueil
La gare dispose d'un bâtiment voyageurs, avec guichets, ouvert tous les jours.

### Desserte
- Ligne Minobu :
  - voie 1 : direction Kōfu
  - voie 2 : direction Minobu et Fuji